# Cut You Loose!
Cut You Loose! — студійний альбом американського блюзового музиканта Джеймса Коттона, випущений у 1968 році лейблом Vanguard.

## Опис
Цей альбом став першою сольною роботою для губного гармоніста Джеймса Коттона на лейблі Vanguard. До цього у 1966 році разом зі своїм гуртом він взяв участь у записі другого тому альбому для серії альбомів-компіляцій Chicago/The Blues/Today!, спродюсованої Семом Чартерсом.
Сесія звукозапису відбулась у квітні 1968 року на студії Coast Recording в Сан-Франциско. Коттон (вокал, губна гармоніка) грає з гуртом, до якого увійшли Гітар Джуніор, Джеймс Кук, Пітер Малік (усі — гітара), Мартін Фієрро (тенор-саксофон), Майк Фендер (труба), Вейн Толбер (фортепіано та орган), Майкл Чудін (фортепіано), Джеремая Дженкінс (орган), Едді Адамс (бас) та Джо Родрігес (ударні).
Став одним з найперших сольних альбомів Коттона. Альбом складається в основному з блюзових стандартів («Ain't Nobody's Business») та кавер-версій пісень «Honest I Do» Джиммі Ріда, «Got to Get You off My Mind» Соломона Берка, «Next Time You See Me» Джуніора Паркера, «Slippin' and Slidin'» Еймоса Мілберна та ін.

## Список композицій
1. «River's Invitation» (Персі Мейфілд) — 2:42
2. «Honest I Do» (Юарт Дж. Ебнер, мол., Джиммі Рід) — 2:47
3. «Got to Get You off My Mind» (Долорес Берк, Джозефін Берк Мур) — 2:07
4. «Coast Blues» (Джеймс Коттон, Вейн Толберт) — 7:19
5. «Next Time You See Me» (Ерл Форест, Білл Гарві) — 2:50
6. «Cut You Loose» — 2:56
7. «Ain't Nobody's Business» (Річард Генрі Грішем) — 3:23
8. «Set a Date» (Мемфіс Мінні) — 2:15
9. «Slippin' and Slidin'» (Еймос Мілберн) — 4:29
10. «Negative Ten-Four» (Вейн Толберт) — 6:50

## Учасники запису
- Джеймс Коттон — вокал, губна гармоніка
- Мартін Фієрро — тенор-саксофон
- Майк Фендер — труба
- Джеймс Кук — гітара
- Гітар Джуніор — гітара (5, 8)
- Пітер Малік — гітара (9)
- Вейн Толберт — орган, фортепіано, духові
- Джеремая Дженкінс — орган (5)
- Майкл Чудін — фортепіано (9)
- Едді Адамс — бас
- Джо Родрігес — ударні

Технічний персонал
- Майк Чечик — продюсер
- Сем Чартерс — виконавчий продюсер
- Роберт Лері — мікшування
- Джим Маршалл — артдиректор
- Фред Гольц — текст